# Barbara Cartland
Dame Mary Barbara Hamilton Cartland, DBE, CStJ (9. červenec 1901, Birmingham, Spojené království – 21. květen 2000, Hatfield) byla anglická spisovatelka.
Patří k nejplodnějším a komerčně nejúspěšnějším spisovatelům 20. století, napsala více než 700 knih, kterých se prodalo 750 milionů výtisků. Některé zdroje odhadují počet prodaných výtisků na jednu miliardu.